# Repulsion (band)
Repulsion was een vroege deathmetal/grindcore band uit de Verenigde Staten. Ondanks een kortstondig bestaan en slechts een volledig album op haar naam, heeft de band een belangrijke rol gespeeld in de ontwikkeling van de deathmetal, grindcore en zelfs black Metal. Repulsion was een van de allereerste bands die gebruik maakte van blast speed drums.

## Biografie
Gitarist Matt Olivo en zanger/bassist Scott Carlson  richten in 1984 de groep 'Tempter' op. De band was een reguliere metalgroep welke covers speelde van bands als Slayer en Metallica. Met het toetreden van drummer Phil Hines kreeg het geluid van de band kreeg echter steeds meer hardcore / punkinvloeden. Na een korte periode 'Ultraviolence' te hebben geheten, nam de groep onder de bandnaam Genocide in november 1984 hun eerste demo op. Ondanks het succes had de groep moeilijkheden de line-up bijeen te houden. In de zomer van 1985 werden Carlson en Olivio gevraagd door Chuck Schuldiner om toe te treden tot de band Death. De samenwerking duurde echter niet lang.
Met drummer Dave ‘Grave’ Hollingshead werd Genocide heropgericht. Na de opnames van een tweede demo (Violent death, herfst 1985) en een derde radiodemo (WFBE, 26 januari 1986) trad in 1986 tweede gitarist Aaron freeman tot de band toe. De band maakte hierna opnames voor een album  dat The Stench Of Burning Death zou gaan heten maar deze werd in eerste instantie als derde demo uitgebracht.  Officieel heette de band nog immer Genocide en ondanks de populariteit in de underground scene wilde geen enkel platenlabel nam de band serieus genoeg om hun album uit te brengen. Inmiddels gingen de geruchten rond dat de band zou bestaan uit neonazi’s. Vooral drummer Hollingshead vond deze aandacht vermakelijk en voedde de geruchtenmachine nog eens extra door zowel het kapsel als de snor van Adolf Hitler aan te nemen. De band verwierp in officiële statements het neonazi image echter. De geruchten waren echter al een dusdanig eigen leven gaan leiden, dat de band besloot de naam te veranderen om meer succes te hebben met het vinden van een platenlabel. Vanaf dat moment heette de groep Repulsion en werd drummer Hollingshead in de zomer van 1986 ontslagen en vervangen door Tom Perro. De line-up bestond echter maar kort doordat de groep in november 1986 werd opgeheven.
Postuum werden in 1989 de opnames van The Stench Of Burning Death onder de naam Horrified uitgebracht op het Necrosis Records label van de band Carcass, een sublabel van Earache. Door de hernieuwde interesse werd de band in 1990 opnieuw opgericht, met drummer Hollingshead. Oprichter Olivio kon echter vanwege zijn militaire dienst slechts sporadisch medewerking verlenen. Een tweetal demo’s werden opgenomen, te weten Rebirth en Final Demo. Beiden werden niet lovend ontvangen. Van een opnamesessie met vier nummers genaamd Excruciation, verschenen in 1991 twee nummers (Helga Lost Her Head en Excruciation) op een door Relapse Records uitgebrachte single. In 1993 werd de groep alweer opgeheven.
In 2003 werd het album Horrified opnieuw uitgebracht, ditmaal door Relapse, met een extra cd, bestaande uit niet eerder officieel op LP/cd verschenen demomateriaal uit 1984, 1985, 1986 én 1991.

## Bandleden
- Scott Carlson – zang, basgitaar
- Matt Olivo - Gitaar
- Col Jones - Drums
- Matt Harvey - Gitaar
- Aaron Freeman - Gitaar
- Dave 'Grave' Hollingshead - Drums
- Phil Hines - Drums

## Discografie
- Genocide demo (rehearsal Tape) (Demo, 1984)
- Violent Death (Demo, 1985)
- Stench of Burning Death (Demo, 1986)
- Horrified (LP/cd 1989)
- Rebirth (Demo,  1991)
- Final Demo (Demo, 1991)
- Excruciation (Single, Relapse 1991)